# Delphyre tetilla
Delphyre tetilla là một loài bướm đêm thuộc phân họ Arctiinae, họ Erebidae.